# 瓦寺宣慰司
瓦寺宣慰司是清代茂州直隸州汶川縣所屬的一個宣慰司，在今汶川縣塗禹山。正統六年，給宣慰司印信號紙。順治九年，歸附，授安撫司。康熙五十九年，征西藏隨征有功，加宣慰司銜。乾隆二年，加指揮使職銜。乾隆十七年及三十六年，征剿雜谷土司蒼旺並金川等處出力，賞戴花翎。嘉慶元年，隨征達州教匪，升宣慰司，換給印信號紙。

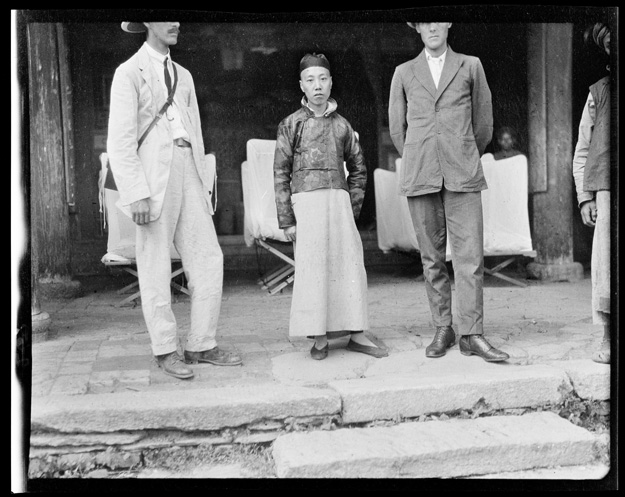
瓦寺宣慰司第二十三代宣慰使索代賡
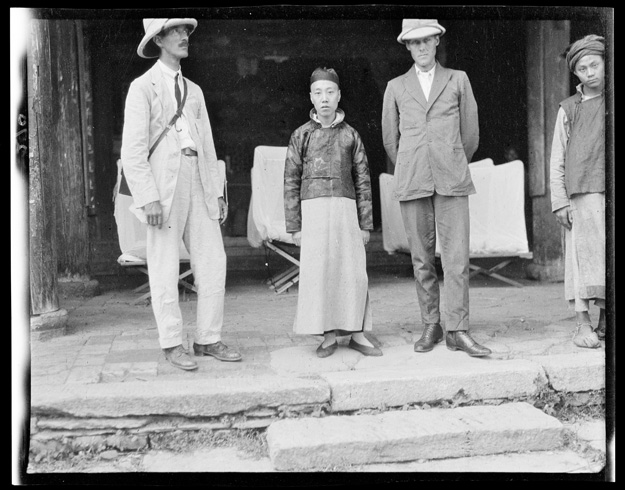
瓦寺宣慰司第二十三代宣慰使索代賡
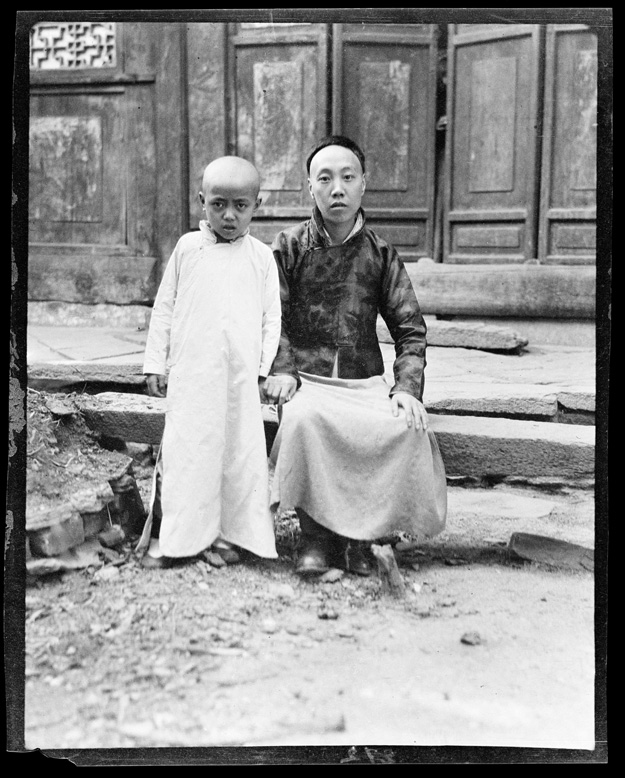
瓦寺宣慰司第二十三代宣慰使索代賡和二十四代宣慰使索觀澐
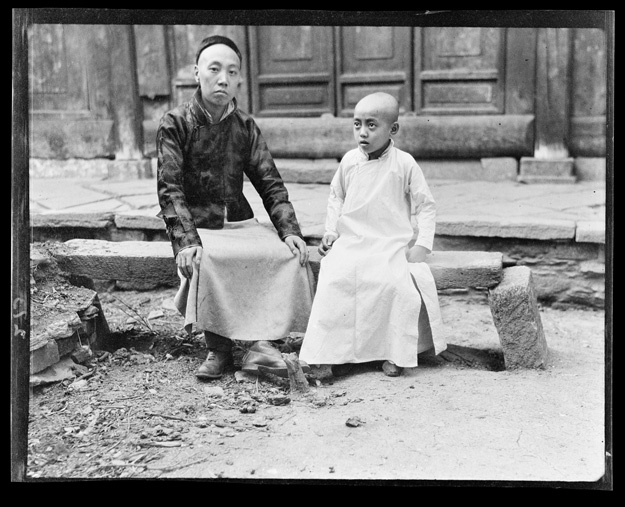
瓦寺宣慰司第二十三代宣慰使索代賡和二十四代宣慰使索觀澐
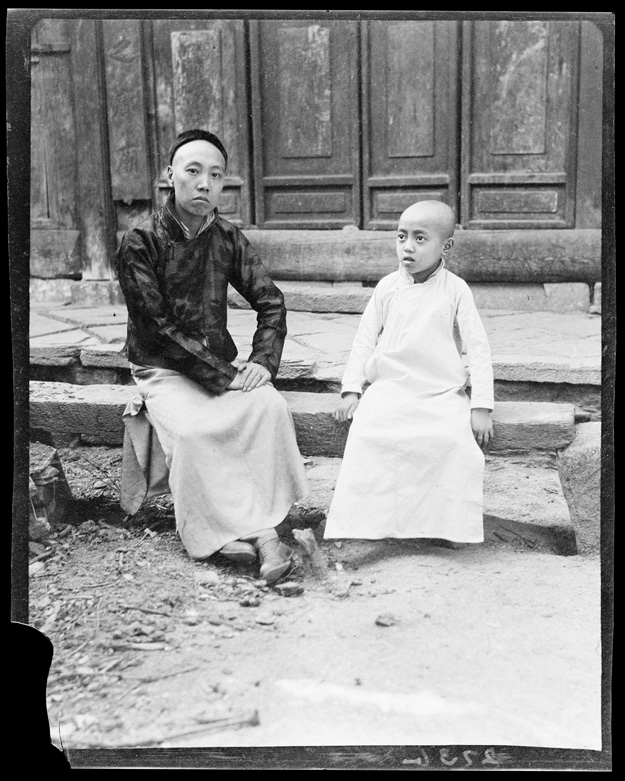
瓦寺宣慰司第二十三代宣慰使索代賡和二十四代宣慰使索觀澐
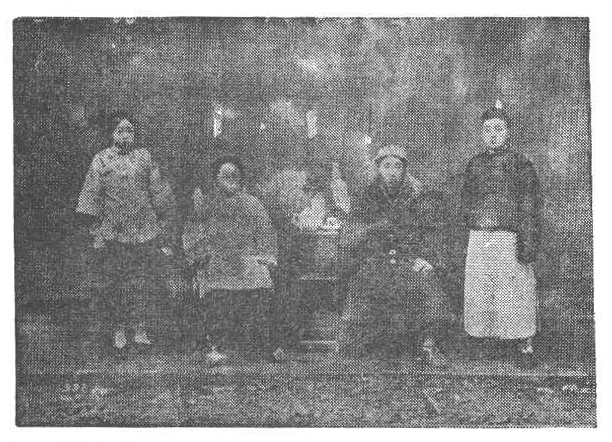
瓦寺宣慰使司第二十三代索代賡及土婦索璋與第二十四代宣慰使及土婦索趙士雅
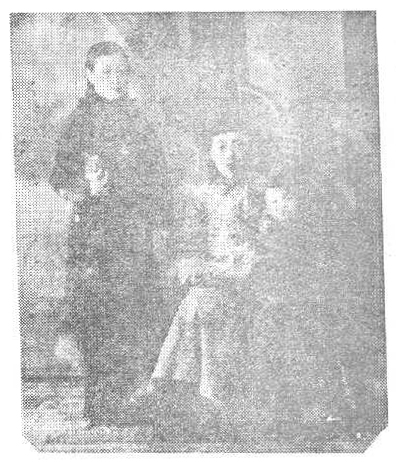
瓦寺宣慰使司第二十四代宣慰使索觀澐及妻索趙士雅與子第二十五代宣慰使索國光